# Spermiogram
Spermiogram je rezultat niza analiza  ejakulata. Ove analize daju informaciju o osobinama  spermija (spermatozooa) i o njihovoj kvaliteti. Izrada spermiograma jedan je od prvih testova koji se provode u slučaju  neplodnosti, kako bi se utvrdili daljnji koraci u eventualnom postupku liječenja. Uzorak sperme daje se u pravilu nakon 2 do 5 dana seksualne apstinencije i mora se dostaviti na analizu unutar 60 minuta nakon  ejakulacije.

## Ispitivane značajke
Od promatranih parametara, tri se neposredno odnose na spermije: koncentracija, motilitet (pokretljivost) i morfologija (oblik). Ostali parametri, koji se mjere u sjemenu, su  pH vrijednost, viskoznost, biokemijski sastojci.

### Koncentracija
Koncentracija sperme mjeri se u milijunima spermija po mililitru. Sukladno smjernicama  Svjetske zdravstvene organizacije (engl. World Health Organization, WHO) normalnom koncentracijom se smatra više od 20 milijuna spermija po mililitru. Kod iste osobe koncentracija spermija je jako varijabilna i može ovisiti o duljini seksualne apstinencije, stresu, fizičkoj traumi, prekomjernoj konzumaciji alkohola i sl. Patološka situacija u kojoj ejakulat uopće ne sadrži spermije naziva se azoospermija.

### Motilitet
Motilitet označava sposobnost progresivnog kretanja spermija kroz tekućinu različite viskoznosti (npr. sjemenu tekućinu ili tekući medij kroz koji se spermiji kreću na putu do jajne stanice u ženinom tijelu). Sukladno smjernicama WHO, spermatozoa se prema kriteriju pokretljivosti klasificira u četiri kategorije:
A.	brzo progresivni, ravnolinijski
B.	slabo progresivni, nepravilno kretanje
C.	nema progresivnog kretanja
D.	nepokretni
Uzorak sperme koji ima manje od 50% progresivnih spermija (skupina A + B) naziva se astenični uzorak, a odgovarajuća bolest astenospermija.

### Morfologija
Morfologija spermatozoa određuje se optički, pod mikroskopom, nakon postupka bojanja uzorka («Papanicolau bojanje»). Procjena morfologije je potpuno subjektivna metoda i stoga najmanje pouzdan indikator kvalitete sperme. Prema smjernicama WHO, normalna sperma treba imati više od 30% normalno oblikovanih spermiija.

### Volumen
Normalna količina ejakulata iznosi 2 – 6 ml, a ovisi o duljini apstinencije. Volumen manji od 1 ml nakon višednevne apstinencije ukazuje na oboljenje.

### pH vrijednost
Normalni raspon je između 7,2 i 8,0. Manje ili više vrijednosti ukazuju na oboljenje (npr. infekciju prostate i dr.)

### Vitalnost
Vitalnost je postotak živih spermija. U normalnoj spermi trebalo bi biti više od 50% živih spermija 

### Biokemijski sastojci
Razine carnitina (epididymis),  fruktoze,  cinka  ili citrata može dati informaciju o normalnom funkcioniranju raznih žlijezda koje sudjeluju u proizvodnji sperme, kao i o stanju ejakularnog trakta.